# フジテレビ系列朝ニュース枠
フジテレビ系列朝ニュース枠（フジテレビけいれつあさニュースわく）とは、フジテレビをはじめとするFNN系列で、毎日朝に放送されている報道番組の一覧のことである。

## 各番組の歴史
産経新聞社を系列に持つフジテレビは、長らく産経協力によるニュース番組を早朝に編成しており、1970年代までは15分の枠内にニュースと天気予報で構成した番組を放送してきた。
1982年4月、鹿内春雄副社長（当時）の下で経営改革の一途にあったフジテレビはニュース・情報系番組の大型化に着手。本枠も当時朝6:30 - 7:10に編成されていた『プロ野球ニュース』再放送と統合し、『FNNモーニングワイド ニュース&スポーツ』に改める。以降の番組でもこのフォーマットの踏襲が続き、他局がワイドショーと同じ社会情報局制作の情報番組を朝7時台に編成する中、フジテレビ系列は報道局制作のニュースワイド番組として独自性を保っていた。
1994年4月より従来の報道局主導から社内横断プロジェクト方式に改めて制作する『めざましテレビ』が開始され、ニュース枠は番組内コーナーに再編される。その後機構改革により同番組の制作は情報制作局情報番組センターの所轄となるが、本枠をルーツとすることから報道局に隣接するV9スタジオから放送されており、スタッフルームも報道局オフィス内に設置されている。

## 主な番組

### 平日
- テレビ新聞（1962年10月 - 1965年9月） - 水野成夫時代末期に放送開始。
- テレビ朝刊（1965年10月 - 1966年9月30日） - 鹿内信隆社長時代の初期に放送開始。
- FNNテレビ朝刊（第1期）（1966年10月3日 - 1975年9月30日）
- FNNニュース7:30（1975年10月1日 - 1977年3月31日）
- FNNテレビ朝刊（第2期）（1977年4月1日 - 1982年3月31日）
- FNNモーニングワイド ニュース&スポーツ（1982年4月1日 - 1986年3月31日） - ここから会長が鹿内春雄に交代。
- FNNモーニングコール（1986年4月1日 - 1990年3月30日） - 鹿内宏明会長時代の1989年4月、情報番組枠を分離。
- FNN朝駆け第一報!（1990年4月2日 - 1991年4月5日） - この時期のみ早朝番組枠を統合。
- FNN World Uplink（1991年4月8日 - 1993年3月31日） - 鹿内宏明の肝いりで放送開始するも、宏明の会長辞任などで番組が迷走。
- FNN おはよう!サンライズ（1993年4月1日 - 1994年3月31日） -
- めざましテレビ（1994年4月1日 - 現在） - この番組から1966年以来続いた「FNN」の冠がなくなる。情報番組枠に内包。

### 週末
土曜日
- テレビ新聞（1962年10月? - 1965年9月?）
- テレビ朝刊（1965年10月? - 1966年10月1日）
- FNNテレビ朝刊（1966年10月8日 - 1982年3月27日）
- 産経テレニュースFNN（1982年4月3日 - 1997年9月27日）
- めざましテレビ週末号（1997年10月4日 - 1998年3月28日） - 情報番組枠に内包。
- 土曜一番!花やしき（1998年4月4日 - 2000年3月25日） - 情報番組枠に内包。
- FNNニュース（2000年4月1日 - 2003年9月27日）
- めざましどようび（2003年10月4日 - 現在） - 情報番組枠に内包。

日曜日
- テレビ新聞（1962年10月? - 1965年9月?）
- テレビ朝刊（1965年10月? - 1966年10月2日）
- FNNテレビ朝刊（1966年10月9日 - 1982年3月28日） - 1968年から1969年の一時期は中断。
- 産経テレニュースFNN（1982年4月4日 - 2016年3月27日）
- FNNニュース（2016年4月3日 - 現在）

### 番組の移り変わり
| 期間      | 期間      | 平日                                  | 土曜日                              | 日曜日                              |
| --------- | --------- | ------------------------------------- | ----------------------------------- | ----------------------------------- |
| 1962.10.1 | 1966.10.2 | テレビ新聞→テレビ朝刊                 | テレビ新聞→テレビ朝刊               | テレビ新聞→テレビ朝刊               |
| 1966.10.3 | 1975.9.30 | FNNテレビ朝刊 ※日曜日は中断時期あり   | FNNテレビ朝刊 ※日曜日は中断時期あり | FNNテレビ朝刊 ※日曜日は中断時期あり |
| 1975.10.1 | 1977.3.31 | FNNニュース7:30                       | FNNテレビ朝刊                       | FNNテレビ朝刊                       |
| 1977.4.1  | 1982.3.31 | FNNテレビ朝刊                         | FNNテレビ朝刊                       | FNNテレビ朝刊                       |
| 1982.4.1  | 1986.3.31 | FNNモーニングワイド ニュース&スポーツ | サンケイテレニュースFNN             | サンケイテレニュースFNN             |
| 1986.4.1  | 1988.5.22 | FNNモーニングコール                   | サンケイテレニュースFNN             | サンケイテレニュースFNN             |
| 1988.5.23 | 1990.4.1  | FNNモーニングコール                   | 産経テレニュースFNN                 | 産経テレニュースFNN                 |
| 1990.4.2  | 1991.4.7  | FNN朝駆け第一報!                      | 産経テレニュースFNN                 | 産経テレニュースFNN                 |
| 1991.4.8  | 1993.3.31 | FNN World Uplink                      | 産経テレニュースFNN                 | 産経テレニュースFNN                 |
| 1993.4.1  | 1994.3.31 | FNN おはよう!サンライズ               | 産経テレニュースFNN                 | 産経テレニュースFNN                 |
| 1994.4.1  | 1997.9.28 | めざましテレビ                        | 産経テレニュースFNN                 | 産経テレニュースFNN                 |
| 1997.9.29 | 1998.3.29 | めざましテレビ                        | めざましテレビ週末号                | 産経テレニュースFNN                 |
| 1998.3.30 | 2000.3.26 | めざましテレビ                        | 土曜一番!花やしき                   | 産経テレニュースFNN                 |
| 2000.3.27 | 2003.9.28 | めざましテレビ                        | FNNニュース                         | 産経テレニュースFNN                 |
| 2003.9.29 | 2016.3.27 | めざましテレビ                        | めざましどようび                    | 産経テレニュースFNN                 |
| 2016.3.28 | 現在      | めざましテレビ                        | めざましどようび                    | FNNニュース                         |

## クロスネット局でのネット状況
●は現FNNフルネット局。『ANNニュースセブン』以前のANN番組のネット状況は不明。
| 放送対象地域          | 放送局                  | ネット状況 |
| --------------------- | ----------------------- | --- |
| 宮城県                | ●仙台放送(OX)           | FNN番組をネット |
| 秋田県                | ●秋田テレビ(AKT)        | FNN番組をネット 1981年4月1日 - 1987年3月31日 ： 『ANNニュースセブン』もネット |
| 山形県                | 山形テレビ(YTS)         | 1993年3月31日のFNN脱退までFNN番組をネット 1975年4月7日 - 1979年7月1日 ： 『ANNニュースセブン』もネット                                                                                   |
| 福島県                | 福島中央テレビ(FCT)     | 1971年10月1日のネットチェンジ前日までFNN番組をネット |
| 新潟県                | ●NST新潟総合テレビ(NST) | 1981年3月31日のNNN脱退までNNN番組をネット 1975年3月31日 - 1983年9月30日 ： 『ANNニュースセブン』もネット                                                                                 |
| 岡山県→岡山県・香川県 | ●岡山放送(OHK)          | FNN番組をネット 1975年3月31日から1979年3月31日までNETテレビ→テレビ朝日の『ANNニュースセブン』もネット。1977年から1979年3月迄は月 - 土曜日はANN番組、日曜日はFNN番組をネット              |
| 広島県                | 広島テレビ(HTV)         | FNN加盟期間もNNN番組をネット |
| 長崎県                | ●テレビ長崎(KTN)        | 1990年9月30日のNNN脱退までNNN番組をネット |
| 熊本県                | ●テレビ熊本(TKU)        | FNN番組をネット |
| 大分県                | テレビ大分(TOS)         | 1993年9月30日まで ： 月 - 土曜日はNNN番組、日曜日はFNN番組をネット 1993年10月1日以降 ： 全曜日NNN番組をネット                                                                            |
| 宮崎県                | テレビ宮崎(UMK)         | 1997年9月まで ： 月 - 金曜日はFNN番組をネット。土 - 日曜日は放送なし 1997年10月 - 2002年9月まで ： 月 - 土曜日はFNN番組をネット。日曜日は放送なし 2002年9月以降 ： 全曜日FNN番組をネット |
| 鹿児島県              | ●鹿児島テレビ(KTS)      | 1994年3月31日のNNN脱退までNNN番組をネット 1975年3月31日 - 1981年3月31日 ： 『ANNニュースセブン』もネット                                                                                 |

備考
- 秋田テレビ、山形テレビ、新潟総合テレビ、岡山放送、鹿児島テレビでは一時期FNN番組とANN番組を両方ネットしていた。
- 北海道文化放送以前のネット局である札幌テレビではFNSのみ加盟の関係でFNN番組は放送されなかった。
- 福島テレビ、テレビ山口(TYS→tys)はJNN協定によりFNNに加盟できず、FNSのみの加盟だったため、JNN番組を編成していた。
- 石川テレビでは1983年3月31日まで、沖縄テレビでは全期間、『FNNモーニングワイド ニュース&スポーツ』を前番組のタイトルである『FNNテレビ朝刊』に改題して放送していた。